# Rally dell'Europa Centrale

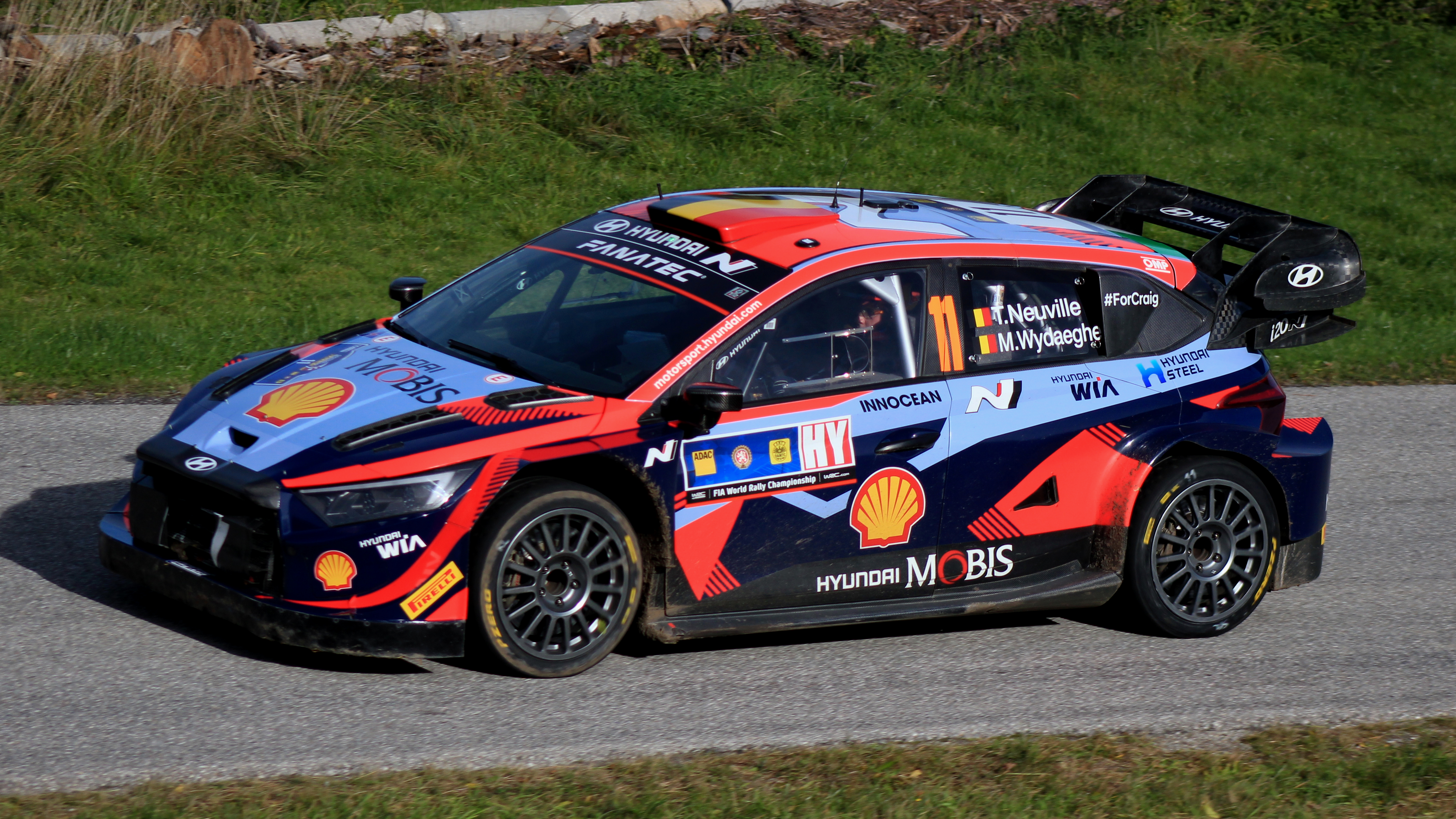
Thierry Neuville con la Hyundai i20 N Rally1 è diventato il primo vincitore del Rally dell'Europa Centrale

Il Rally dell'Europa Centrale (ufficialmente denominato Central European Rally), è una prova rallistica che si svolge in Europa Centrale a partire dal 2023, quando è stata inserita come penultimo appuntamento del campionato del mondo rally 2023. La competizione viene disputata sul territorio di tre  diverse nazioni (Germania, Austria e Repubblica Ceca). Il rally ha sede e parco assistenza nel sud-est della Germania, nella città di Passau in Baviera nella zona del quartiere fieristico, e si disputa su fondo asfaltato.

## Storia
Nel novembre del 2022 la WRC Promoter GmbH (organizzatore del mondiale rally) e la Federazione Internazionale dell'Automobile, hanno deciso di inserire la gara nel calendario ufficiale 2023 come penultimo appuntamento del mondiale, da svolgersi dal 26 al  29 novembre 2023 e rinnovando per una seconda edizione nel 2024.

## Edizioni
| Anno | Denominazione              | Vincitori                         | Auto                        | Scuderia                             | Validità |
| ---- | -------------------------- | --------------------------------- | --------------------------- | ------------------------------------ | -------- |
| 2023 | 1st Central Europe Rally   | Thierry Neuville Martijn Wydaeghe | Hyundai i20 N Rally1 Hybrid | Hyundai Shell Mobis World Rally Team | WRC      |
| 2024 | 2nd Central European Rally | Ott Tänak Martin Järveoja         | Hyundai i20 N Rally1 Hybrid | Hyundai Shell Mobis World Rally Team | WRC      |